# Carla Thomas (basket-ball)
Pour les articles homonymes, voir Thomas et Carla Thomas.
Carla Thomas, née le 31 octobre 1985 à Mechanicsburg (Pennsylvanie) est une joueuse américaine de basket-ball.
Elle est choisie au premier tour de la draft 2007 par les Chicago Sky. Elle n'y joue qu'une saison. En 2009, elle effectue la pré-saison avec les Washington Mystics.
Avec Gospic, elle marque 10 pts par match en Eurocoupe lors de la saison 2008-2009 et 15,8 pts en Euroligue durant la saison 2009-2010. Pour la saison suivante, elle revient en LFB.

## Clubs
- 2003-2007: Université Vanderbilt
- 2007: Chicago Sky (WNBA)
- 2007-2008 : ASPTT Arras Basket
- 2008-2010 : Gospić Industrogradnja (Croatie)
- 2010-2011 : ESB Villeneuve-d'Ascq

## Palmarès
- Championne de Croatie en 2009 et 2010